# زيدروناس سافيكاس
زيدروناس سافيكاس (من مواليد 15 يوليو 1975) رافع أثقال من ليتوانيا هو أحد أقوى الرجال في العالم بعد أن حصل على ألقاب عدد من مسابقات القوى الكبرى بما فيهم لقب بطولة أقوى رجل في العالم لعام 2009.

## المشاركات

### 2013
فاز سافيكاس بالمسابقة الافتتاحية لبطولة (الرجل القوي) التي أقيمت في كالكار بألمانيا في 22 يونيو 2013. حاول سافيكاس أيضًا تسجيل رقم قياسي عالمي جديد لرفع الأخشاب يبلغ 221 كجم (487 رطلاً) ، لكنه فشل في تحقيق ذلك.  فاز سافيكاس بلقب أقوى رجل في أوروبا للمرة الثالثة في 29 يونيو 2013. ونجح هذه المرة في تسجيل رقم قياسي عالمي جديد في رفع الأخشاب بوزن 221 كجم (487 رطلاً). كما احتل سافيكاس المركز الثاني في مسابقة (أقوى رجل في العالم) لعام 2013 بعد الأمريكي براين شو . 

### 2014
في بطولة (أقوى رجل بولندي على قيد الحياة) ، سجل سافيكاس رقمًا قياسيًا عالميًا جديدًا في رفع الأخشاب بمقدار 500 رطل أو 227 كجم. وفي بطولة (أقوى رجل في العالم) عام 2014 ، تمكن من الفوز بلقبه الرابع بفارق نصف نقطة فقط عن صاحب المركز الثاني هافنور يوليوس بيورنسون. سجل سافيكاس رقماً قياسياً عالمياً جديداً في لعبة حمل الكرة الحديدية العملاقة من خلال جلوس القرفصاء والوقوف 15 مرة وهو يحمل وزن 329 كجم.

## روابط خارجية
- زيدروناس سافيكاس على موقع AllPowerlifting.com (الإنجليزية)